# Магуайр, Мейрид
Мейрид Магуайр (англ. Mairead Maguire, урожд. Корриган, англ. Corrigan; род. 27 января 1944) — лауреат Нобелевской премии мира 1976 года совместно с Бетти Уильямс, соучредительница Сообщества мирных людей (Community of Peace People). Деятельность данной организации способствовала мирному урегулированию кровавого конфликта в Северной Ирландии.

## Биография
Корриган получила католическое образование. С 16 лет работала в различных организациях секретарем, была личным секретарем управляющего директора пивоваренного завода «Гиннесс» в Белфасте. 
В 1973 году она совершила путешествие в СССР, где приняла участие в работе над фильмом о религии в коммунистическом обществе. 10 августа 1976 года три её племянника стали случайными жертвами при перестрелке между британскими военными и боевиками ИРА (машина одного из боевиков ИРА Дэнни Леннона, смертельно раненного британскими военными, задавила детей насмерть). Мать детей и сестра Мейрид, Анна Магуайр, в 1980 году покончила жизнь самоубийством в Новой Зеландии.
Гибель племянников стала поворотным моментом в жизни Корриган. Шокированная случившимся, она совместно с Бетти Уильямс, случайной свидетельницей этой трагедии, организовывает мирный марш против насилия в Северной Ирландии. Вскоре они вместе с журналисткой Кьяран Маккеон создают Сообщество мирных людей, деятельность которого была отмечена в том же году Нобелевским комитетом. В 1978 году все три учредительницы сообщества покинули свои посты, чтобы дать возможность новым активистам проявить себя.
После этого, осуществляя миротворческую деятельность, Корриган посетила более 25 стран мира, встречалась со многими политическими и религиозными лидерами. В 1990 году награждена премией Pacem in Terris. В 1993 году она совершила вместе с 6 другими нобелевскими лауреатами путешествие в Таиланд, пытаясь проникнуть в Мьянму и организовать акцию протеста против ареста Аун Сан Су Чжи — лауреата нобелевской премии мира 1991 года.
Являясь противницей блокады сектора Газа, в мае 2010 года Корриган сопровождала Флотилию свободы в рейсе в сектор Газа. Израиль запретил ей въезжать в страну в течение 10 лет и депортировал её после того, как она в октябре того же года приземлилась в аэропорту Тель-Авива. В марте 2014 года Корриган вместе с группой коллег-правозащитников была задержана в аэропорту Каира и выслана из Египта.
Участвовала в движении против войны в Ираке. Высказывалась в поддержку движения «Оккупай», Джулиана Ассанджа и Брэдли Мэннинга.

## О вручении премии Бараку Обаме
В октябре 2009 года стало известно о присуждении Нобелевской премии мира президенту США Бараку Обаме за усилия по созданию мира без ядерного оружия и формирование нового климата в международной политике. Корриган заявила по этому поводу, что премия Обаме была присуждена «незаслуженно», так как он ещё не доказал, «что он серьёзно настроен в отношении Ближнего Востока, что он положит конец войне в Афганистане и решит ещё много других проблем».

## Личная жизнь
Отец Эндрю Корриган (Andrew Corrigan) — подрядчик по мытью окон, мать — домохозяйка. У Корриган пять сестёр и два брата. Образование получила в начальной школе Св. Винсента (St. Vincent’s Primary School), 1 год проучилась в коммерческом колледже Мисс Гордон (Miss Gordons Commercial College). С 16 лет работала в различных организациях в качестве стенографистки. В сентябре 1981 года вышла замуж за Джэки Магуайра, бывшего мужа её погибшей сестры. Стала мачехой троих детей и матерью двоих собственных.